# حسین‌آباد (ابرکوه، شرق)
حسین‌آباد یک روستا در ایران است که در شهرستان ابرکوه استان یزد واقع شده‌است. براساس سرشماری مرکز آمار ایران در سال ۱۳۹۵، حسین‌آباد ۲۸۹ نفر جمعیت دارد.